# Cuphea nudicostata
Cuphea nudicostata är en fackelblomsväxtart som beskrevs av William Botting Hemsley. Cuphea nudicostata ingår i släktet blossblommor, och familjen fackelblomsväxter. Inga underarter finns listade i Catalogue of Life.

## Bildgalleri

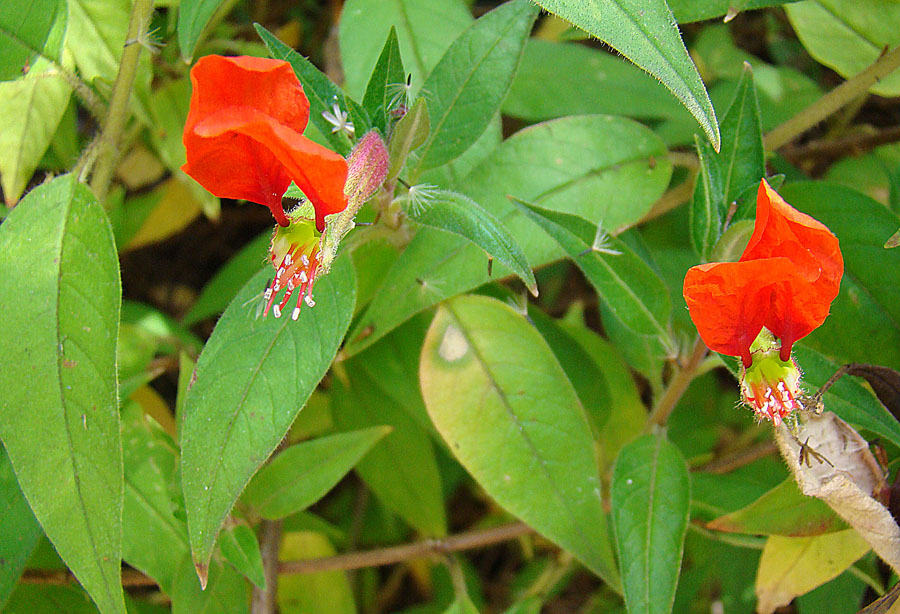